# Андерсония
Андерсония (лат. Andersonia) — род вечнозелёных кустарников семейства Вересковые, насчитывает около 30 видов.
Род назван английским ботаником Робертом Броуном в честь ботаника Александра Андерсона (1748—1811), создавшего сад на острове Сент-Винсент, и флотского хирурга Уильяма Андерсона (1750—1778), сопровождавшего Кука.
Представители рода произрастают в Новой Зеландии, Австралии, Тасмании, Юго-Восточной Азии.
Небольшие кустарники, ветви которых густо покрыты вечнозелеными, кожистыми листьями, при основании свернутыми, а к концу заострёнными.
Цветки одиночные или собранные в колосья, чашечка окрашенная, пятидольная, венчик сросшийся, пятидольный, пурпурный, по краям щетинистый, тычинок пять.

## Виды
По информации базы данных The Plant List (2013), род включает 30 видов:
- Andersonia annelsii Lemson
- Andersonia aristata Lindl.
- Andersonia auriculata L.Watson — Андерсония ушковидная
- Andersonia axilliflora (Stschegl.) Druce
- Andersonia barbata L.Watson
- Andersonia bifida L.Watson — Андерсония раздвоенная
- Andersonia brachyanthera F.Muell.
- Andersonia brevifolia Sond.
- Andersonia caerulea R.Br.
- Andersonia carinata L.Watson
- Andersonia echinocephala (Stschegl.) Druce
- Andersonia ferricola Lemson
- Andersonia geniculata Lemson
- Andersonia gracilis DC.
- Andersonia grandiflora Stschegl.
- Andersonia hammersleyana Lemson
- Andersonia heterophylla Sond.
- Andersonia involucrata Sond.
- Andersonia latiflora (F.Muell.) Benth.
- Andersonia lehmanniana Sond. — Андерсония Лемана
- Andersonia longifolia (Benth.) L.Watson
- Andersonia macranthera F.Muell.
- Andersonia micrantha R.Br.
- Andersonia parvifolia R.Br.
- Andersonia pauciflora Sond.
- Andersonia pinaster Lemson
- Andersonia redolens Lemson
- Andersonia setifolia Benth.
- Andersonia simplex (Stschegl.) Druce
- Andersonia sprengelioides R.Br.

Ещё некоторое число видовых названий этого рода имеют в The Plant List (2013) статус unresolved name, то есть относительно этих названий нельзя однозначно сказать, следует ли их использовать как названия самостоятельных видов — либо их следует свести в синонимику других таксонов.